# Coupe intercontinentale 1967
La Coupe intercontinentale 1967 est la huitième édition de la Coupe intercontinentale de football. Elle oppose lors d'un match aller-retour le club écossais du Celtic Glasgow, vainqueur de la Coupe des clubs champions européens 1966-1967, au club argentin du Racing Club, vainqueur de la Copa Libertadores 1967. Il s'agit de la première apparition de ces deux équipes dans cette compétition.
Le vainqueur est décidé selon le barème suivant : deux points pour une victoire, un point pour un match nul et zéro point pour une défaite. En cas d'égalité, un match d'appui est joué.
Le match aller se déroule à Hampden Park à Glasgow, le 18 octobre 1967 devant 103 000 spectateurs et est arbitré par l'Espagnol Juan Gardeazábal Garay. Les Écossais s'imposent sur le score de 1-0. Le match retour a lieu à l'Estadio Presidente Juan Domingo Perón d'Avellaneda, le 1er novembre 1967 devant 100 000 spectateurs. La rencontre arbitrée par l'Uruguayen Esteban Marino est remportée par le Racing Club sur le score de 2-1. Les deux clubs ayant le même nombre de points à l'issue de la double confrontation, un match d'appui est joué le 4 novembre 1967 à l'Estadio Centenario de Montevideo, arbitré par le Paraguayen Rodolfo Pérez Osório. Le Racing Club s'impose sur le score de 1-0 dans une rencontre marquée par cinq expulsions et remporte ainsi sa première Coupe intercontinentale.
En 2017, le Conseil de la FIFA a reconnu avec document officiel (de jure) tous les champions de la Coupe intercontinentale avec le titre officiel de clubs de football champions du monde, c'est-à-dire avec le titre de champions du monde FIFA, initialement attribué uniquement aux gagnantsles de la Coupe du monde des clubs FIFA.

## Feuilles de match

### Match aller
| Match aller                 | Celtic Glasgow | 1 - 0   | Racing Club | Hampden Park, Glasgow                                    |                                                          |
| 18 octobre 1967 20 h 00 GMT | McNeill 74e    | (0 - 0) |             | Spectateurs : 103 000 Arbitrage : Juan Gardeazábal Garay | Spectateurs : 103 000 Arbitrage : Juan Gardeazábal Garay |
| 18 octobre 1967 20 h 00 GMT | (Rapport)      |         |             | Spectateurs : 103 000 Arbitrage : Juan Gardeazábal Garay | Spectateurs : 103 000 Arbitrage : Juan Gardeazábal Garay |

| Celtic | Racing Club |

| Celtic :     |    |                 |
|              |    |                 |
| G            | 1  | Ronnie Simpson  |
| D            | 2  | Jim Craig       |
| D            | 3  | Tommy Gemmell   |
| D            | 5  | Billy McNeill   |
| D            | 6  | John Clark      |
| M            | 4  | Bobby Murdoch   |
| M            | 10 | Bertie Auld     |
| A            | 7  | Jimmy Johnstone |
| A            | 8  | Bobby Lennox    |
| A            | 9  | Willie Wallace  |
| A            | 11 | John Hughes     |
| Entraîneur : |    |                 |
| Jock Stein   |    |                 |

| Racing Club :     |    |                           |
|                   |    |                           |
| G                 | 1  | Agustín Cejas             |
| D                 | 2  | Roberto Perfumo           |
| D                 | 3  | Rubén Oswaldo Díaz (en)   |
| D                 | 4  | Oscar Martín (en)         |
| D                 | 6  | Alfio Basile              |
| M                 | 5  | Miguel Mori (en)          |
| M                 | 8  | Juan Carlos Rulli (es)    |
| A                 | 7  | Norberto Raffo (en)       |
| A                 | 9  | Juan Carlos Cárdenas (en) |
| A                 | 10 | Juan José Rodríguez (es)  |
| A                 | 11 | Humberto Maschio          |
| Entraîneur :      |    |                           |
| Juan José Pizzuti |    |                           |

### Match retour
| Match retour                    | Racing Club                        | 2 - 1   | Celtic Glasgow     | Estadio Presidente Juan Domingo Perón, Avellaneda |                                                  |
| 1er novembre 1967 19 h 30 UTC-3 | Raffo (en) 33e · Cárdenas (en) 49e | (1 - 1) | 21e (pen.) Gemmell | Spectateurs : 100 000 Arbitrage : Esteban Marino  | Spectateurs : 100 000 Arbitrage : Esteban Marino |
| 1er novembre 1967 19 h 30 UTC-3 | (Rapport)                          |         |                    | Spectateurs : 100 000 Arbitrage : Esteban Marino  | Spectateurs : 100 000 Arbitrage : Esteban Marino |

| Racing Club | Celtic |

| Racing Club :     |    |                           |
|                   |    |                           |
| G                 | 1  | Agustín Cejas             |
| D                 | 2  | Roberto Perfumo           |
| D                 | 3  | Nelson Chabay (en)        |
| D                 | 4  | Oscar Martín (en)         |
| D                 | 6  | Alfio Basile              |
| M                 | 5  | Juan Carlos Rulli (es)    |
| M                 | 8  | João Cardoso (pt)         |
| A                 | 7  | Norberto Raffo (en)       |
| A                 | 9  | Juan Carlos Cárdenas (en) |
| A                 | 10 | Juan José Rodríguez (es)  |
| A                 | 11 | Humberto Maschio          |
| Entraîneur :      |    |                           |
| Juan José Pizzuti |    |                           |

| Celtic :     |    |                  |
|              |    |                  |
| G            | 1  | John Fallon (en) |
| D            | 2  | Jim Craig        |
| D            | 3  | Tommy Gemmell    |
| D            | 5  | Billy McNeill    |
| D            | 6  | John Clark       |
| M            | 4  | Bobby Murdoch    |
| M            | 10 | Willie O'Neill   |
| A            | 7  | Jimmy Johnstone  |
| A            | 8  | Willie Wallace   |
| A            | 9  | Stevie Chalmers  |
| A            | 11 | Bobby Lennox     |
| Entraîneur : |    |                  |
| Jock Stein   |    |                  |

### Match d'appui

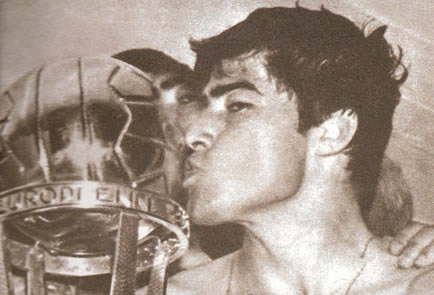
Juan Carlos Cárdenas (Racing Club) embrasse la Coupe intercontinentale.

| Match d'appui                 | Racing Club                                     | 1 - 0   | Celtic Glasgow                          | Estadio Centenario, Montevideo                        |                                                       |
| 4 novembre 1967 15 h 50 UTC-3 | Cárdenas (en) 56e · Basile 82e · Rulli (es) 87e | (0 - 0) | 28e Hughes · 47e Johnstone · 82e Lennox | Spectateurs : 65 172 Arbitrage : Rodolfo Pérez Osório | Spectateurs : 65 172 Arbitrage : Rodolfo Pérez Osório |
| 4 novembre 1967 15 h 50 UTC-3 | (Rapport)                                       |         |                                         | Spectateurs : 65 172 Arbitrage : Rodolfo Pérez Osório | Spectateurs : 65 172 Arbitrage : Rodolfo Pérez Osório |

| Racing Club | Celtic |

| Racing Club :     |    |                           |     |
|                   |    |                           |     |
| G                 | 1  | Agustín Cejas             |     |
| D                 | 2  | Roberto Perfumo           |     |
| D                 | 3  | Nelson Chabay (en)        |     |
| D                 | 4  | Oscar Martín (en)         |     |
| D                 | 6  | Alfio Basile              | 42e |
| M                 | 5  | Juan Carlos Rulli (es)    | 78e |
| M                 | 8  | João Cardoso (pt)         |     |
| A                 | 7  | Norberto Raffo (en)       |     |
| A                 | 9  | Juan Carlos Cárdenas (en) |     |
| A                 | 10 | Juan José Rodríguez (es)  |     |
| A                 | 11 | Humberto Maschio          |     |
| Entraîneur :      |    |                           |     |
| Juan José Pizzuti |    |                           |     |

| Celtic :     |    |                  |     |
|              |    |                  |     |
| G            | 1  | John Fallon (en) |     |
| D            | 2  | Jim Craig        |     |
| D            | 3  | Tommy Gemmell    |     |
| D            | 5  | Billy McNeill    |     |
| D            | 6  | John Clark       |     |
| M            | 4  | Bobby Murdoch    |     |
| M            | 10 | Bertie Auld      | 88e |
| A            | 7  | Jimmy Johnstone  | 48e |
| A            | 8  | Bobby Lennox     | 42e |
| A            | 9  | Willie Wallace   |     |
| A            | 11 | John Hughes      | 74e |
| Entraîneur : |    |                  |     |
| Jock Stein   |    |                  |     |